# Wari rudy
Wari rudy (Varecia rubra) – gatunek ssaka naczelnego z rodziny lemurowatych (Lemuridae). Jeden z największych lemurów. Od blisko spokrewnionego wari czarno-białego odróżnia się czerwonym ubarwieniem z czarnymi i białymi elementami. Zamieszkuje półwysep Masoala na północnym wschodzie Madagaskaru, gdzie zasiedla tropikalne wilgotne lasy, preferując wysokie, grube drzewa. Żywi się głównie owocami. Żyje w grupach. Jest krytycznie zagrożony wyginięciem.

## Budowa

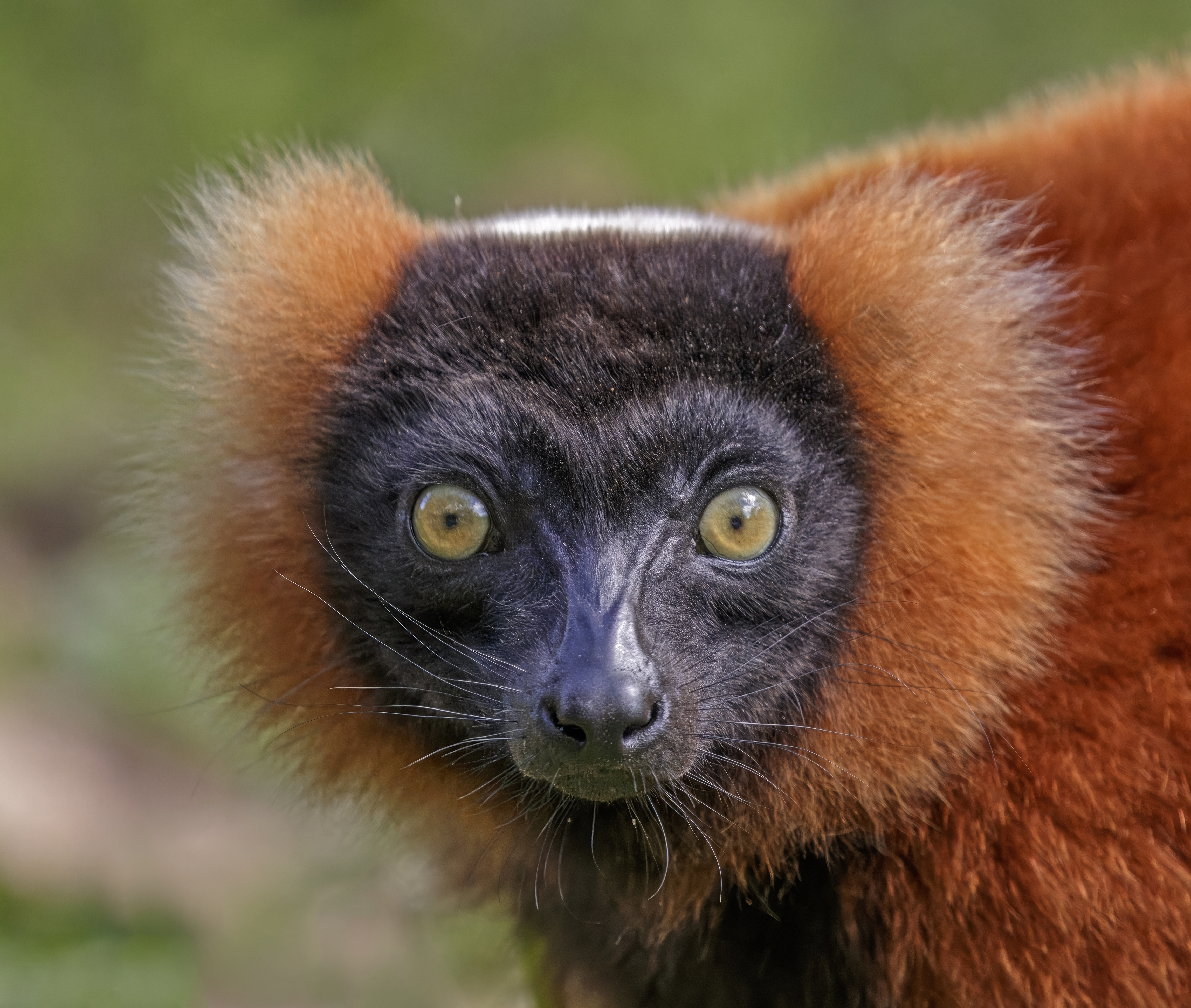
Czarna twarz, czerwone kępy włosów za uszami i biała plama na karku. Trzy główne barwy umaszczenia wari rudego

Głowa i tułów wari rudego mierzą od 50 do 55 cm, a więc nieco więcej niż u wari czarno-białego. Ogon liczy 60–65 cm, także więcej niż u wari czarno-białego. Kończyny tylne są dłuższe od przednich. Dłonie i stopy są chwytne z przeciwstawnymi palcami. Masa ciała wari rudego waha się między 3 a 3,6 kg, a więc mniej niż u drugiego gatunku tego rodzaju.
Wari rudy, podobnie jak wszystkie lemurowate, ma 36 zębów i wyspecjalizowany układ zębów w żuchwie w postaci grzebienia zębowego. Język pokrywają brodawki liściaste, obecne w tylnej bocznej części języka, nitkowate, większe od tyłu, grzybowate i okolone, tworzące w liczbie 6–8 strukturę kształtu litery Y.
Ciało zwierzęcia pokrywa puszyste, miękkie futro głębokiej barwy czerwonego wina, rzadziej czerwonopomarańczowej bądź miodowej. Kolor ten pokrywa większość ciała zwierzęcia, od policzków i gardła z kępami włosów na uszach przez grzbiet i kończyny. Barwa czarna widnieje na twarzy, czole, ciemieniu, pysku, dolnej stronie ciała, ogonie, wewnętrznych częściach kończyn, stopach. Na karku obserwuje się barwę białą. Na pysku, piętach i palcach mogą znajdować się małe, jaśniejsze plamy.
Wari cechują się wydłużoną, czworokątną łopatką o czaszkowym brzegu zakrzywionym nad wklęsłym dołem podkolcowym. Dół nadkolcowy jest płaski. Kolec łopatki poszerza się ku wyrostkowi barkowemu. Wyrostek kruczy sterczy z brzegu czaszkowego panewki, opisywanej jako mała, płytka i owalna. Kość ramienna rozpoczyna się głową i szyjką, jest prosta aż do dalszego końca guzowatości naramiennej, z przodu leżą też guzowatości większa i mniejsza. Dystalnie Orellana zwraca uwagę na grzebień odwracacza, kłykieć przyśrodkowy nosi małą guzowatość. Nadkłykcie dzielą bloczek i dół wyrostka łokciowego. Długa kość łokciowa zaokrągla się proksymalnie, ma tam wyrostek łokciowy i wyrostek dziobiasty. Dystalnie natomiast kończy się wyrostkiem rylcowatym poniżej niewielkiej główki. Zaokrąglona jest również kość promieniowa, jednak dystalnie coraz mniej, robiąc się bardziej płaska i wklęsła. Za ruchy kończyn odpowiadają położone przednio zginacze i leżące tylnie prostowniki. Ponad 47% masy mięśni przedramienia stanowią prostowniki palców, ponad 18% zginacze palców, ponad 15% zginacze nadgarstka, niecałe 12% pronatory i supinatory, niecałe 8% prostowniki nadgarstka.
Długa i wąska miednica oglądana z boku zdaje się prosta. Prostokątna kość biodrowa jest wydłużona czaszkowo, zakrzywia się bocznie na poziomie S1. Nosi lekko zakrzywiony grzebień. Kolec biodrowy przedni górny kieruje się brzusznie i bocznie, kolec biodrowy tylny górny zaś grzbietowo. Dobrze rozwinięty kolec biodrowy przedni dolny kieruje się brzusznie i bocznie, kolec biodrowy tylny dolny nie występuje. Niewielka kość kulszowa jest zaostrzona grzbietowo-ogonowo. Kość łonowa na górnym ramieniu nosi guzek. Kość udowa ma zaokrągloną głowę na krótkiej a grubej szyjce. Dobrze rozwinięty jest krętarz większy, wydłużony i głęboki jest dół krętarzowy. Ogonowo do szyjki leży krętarz mniejszy, niewielkich rozmiarów. Obecny jest także krętarz trzeci, zaokrąglony na bocznej powierzchni kości poniżej krętarza większego i dołu międzykrętarzowego. Kość kończą gładkie kłykcie boczny i przyśrodkowy, większy od bocznego. Kość piszczelowa, rozpoczynające się krętarzami, nosi guzowatość w postaci półokręgu na bliższej części trzonu. Cienka kość strzałkowa kończy się proksymalnie głową, dystalnie zaś kostką boczną.

## Genetyka
Badania z użyciem 15 loci mikrosatelitarnych wykazały przejście wąskiego gardła przez populację z Ambatoledama oraz jednostronny przepływ genów między populacjami z Ambatoledama i Masiaposa. Badania mtDNA wskazały odrębność haplotypów wari rudego od tych opisanych u wari czarno-białego.

## Systematyka
Nowy gatunek zgodnie z zasadami nazewnictwa binominalnego opisał pod nazwą Lemur ruber Étienne Geoffroy Saint-Hilaire w 1812 roku. Jako miejsce typowe podano Madagaskar. Holotyp to odlew wewnątrzczaszkowy o sygnaturze MNHN-ZM-AC-A8126 z kolekcji Muzeum Historii Naturalnej w Paryżu; okaz typowy zaginiony. Holotyp został początkowo zebrany przed 24 styczniem 1804 roku przez południowoafrykańskiego farmaceutę Pietera Heinricha Polemanna i później przekazany ekspedycji Baudina podczas jej pobytu w Kapsztadzie.
Rodzaj wari zalicza się obok czterech innych współczesnych rodzajów do rodziny lemurowatych. Pozostałe to prolemur, maki, lemur i lemuria. Rodzaj lemur w przeszłości obejmował również dzisiejsze wari, aczkolwiek w 1978 roku von Hagen przeniósł je do w ogóle innej rodziny indrisowatych, obejmującej sifaki, indrisy i awahi. Późniejsi autorzy nie poparli rzeczonej propozycji. W 1994 roku J. Macedonia i K. Stanger uznali wari za klad siostrzany kladu obejmującego lemurowate (w dzisiejszym rozumieniu pozostałe lemurowate) i indrisowate, opierając się na badaniach komunikacji. K. Stanger-Hall w 1997 roku w ogóle wyłączyła wari z Lemuroidea. Późniejsi autorzy nie wsparli i tego pomysłu, wracając do klasyfikacji wari w rodzinie lemurowatych, w odrębnym rodzaju. Przez dłuższy czas był doń zaliczany pojedynczy gatunek, dzielony na dwa podgatunki. Później uznano każdy z nich za osobny gatunek; drugim prócz wari rudego przedstawicielem tego rodzaju jest wari czarno-biały, za podgatunek którego wcześniej uważano wari rudego.
W obrębie gatunku nie wyróżnia się podgatunków. Opisywano pewną zmienność w umaszczeniu, jednakże nie powiązano jej dotąd z rozmieszczeniem geograficznym. Autorzy zwracają ponadto uwagę na możliwe krzyżowanie z podgatunkiem wari czarno-białego Varecia varegata subcincta u spływu rzek Vohimara i Antainambalana.

### Etymologia
- Varecia: malgaska nazwa vari lub varicossi dla wari czarno-białego zaadaptowana przez Buffona w 1765 roku[17]; Dunkel i współpracownicy (2012) sugerują, że nazwa mogła też pochodzić od malgaskiej nazwy „warck” dla wari lub podobnej wielkości lemurów[18].
- rubra: łac. ruber, rubra ‘czerwony, rumiany’[19].

## Tryb życia

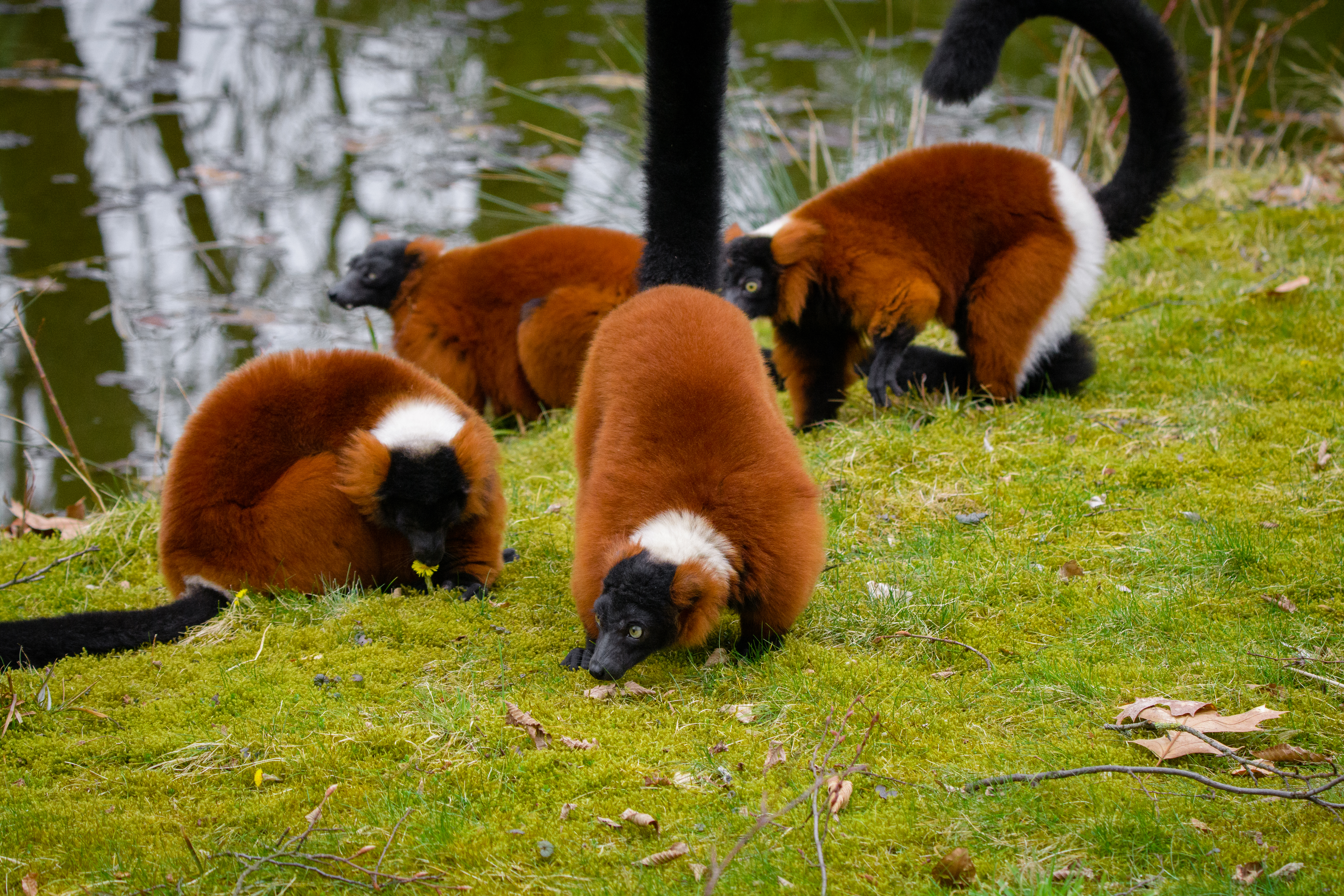
Wari rudy żyje w grupach, także w ogrodach zoologicznych

Zwierzę to wiedzie nadrzewny, dzienny tryb życia, co wiąże się z polimorficznym trochromatyzmem. Ponad połowę swego czasu (53%) spędza na odpoczynku (samce więcej niż samice), 28% na jedzeniu (samice więcej niż samce), natomiast 19% na przemieszczaniu się. Większa aktywność przypada na porę deszczową. Żyje w grupach liczebności od 5 do 31, które łączą się i rozdzielają (fusion-fission). W takiej grupie żyje kilka samic i kilka samców. Grupa zajmuje obszar między 23 a 58 ha i w razie potrzeby broni swego terenu. Przekłada się to na zagęszczenie pomiędzy 6 a 51 osobników na km². Ten mniejszy wynik pochodzi z zachodniego wybrzeża Masoali. Średnie wartości, 21–23 na km², pochodzą z Ambatonakolahy. Największe zagęszczenie, 31–53 zwierząt na km², zanotowano w Andranobe. Zagęszczenie zależy od warunków środowiskowych, w tym odległości od siedzib ludzkich. W niezamieszkałych lasach Masoali zagęszczenie wyniosło 8,3 osobnika na km², podczas gdy w pobliżu siedzib człowieka jedynie 2,9 osobnika na km².
Rozród wari rudego przypomina rozmnażanie wari czarno-białego, poligamicznego gatunku o trzydziestodniowym cyklu. Wari rudy kopuluje wczesnym lipcem bądź od maja do lipca, po czym samica zachodzi w ciążę trwającą 102 dni. W październiku bądź od września do wczesnego listopada samica rodzi młode, które karmi mlekiem do lutego. W jednym miocie matka wydaje na świat od jednego do pięciu noworodków, najczęściej od dwóch do trzech, przy czym zwykle tylko dwójka przeżywa. Samica osiąga dojrzałość płciową po dwóch latach życia, podczas gdy samcom zabiera to dwa razy tyle czasu. Samica rodzi co jeden-dwa lata. Pokolenie IUCN szacuje na 8 lat.

## Rozmieszczenie geograficzne
Jak wszystkie lemurowate, wari rudy jest endemitem Madagaskaru. Cechuje się niewielkim zasięgiem występowania, ograniczonym do półwyspu Masoala na północnym wschodzie wyspy, na północ od zatoki Antongila. Od wari czarno-białego odgradza go rzeka Antainambalana; według Handbook of the Mammals of the World zachodnia granica zasięgu wari rudego nie została dokładnie określona, IUCN podaje spływ rzek Antainambalana i Sahantaha. Postulowano, że mógł niegdyś sięgać na północ aż do Antalaha, na co jednak dowodów nie ma. Na północ od zatoki Antongil występuje sympatrycznie z wari czarno-białym. Całkowity zasięg występowania wynosi 6423 km².

## Ekologia

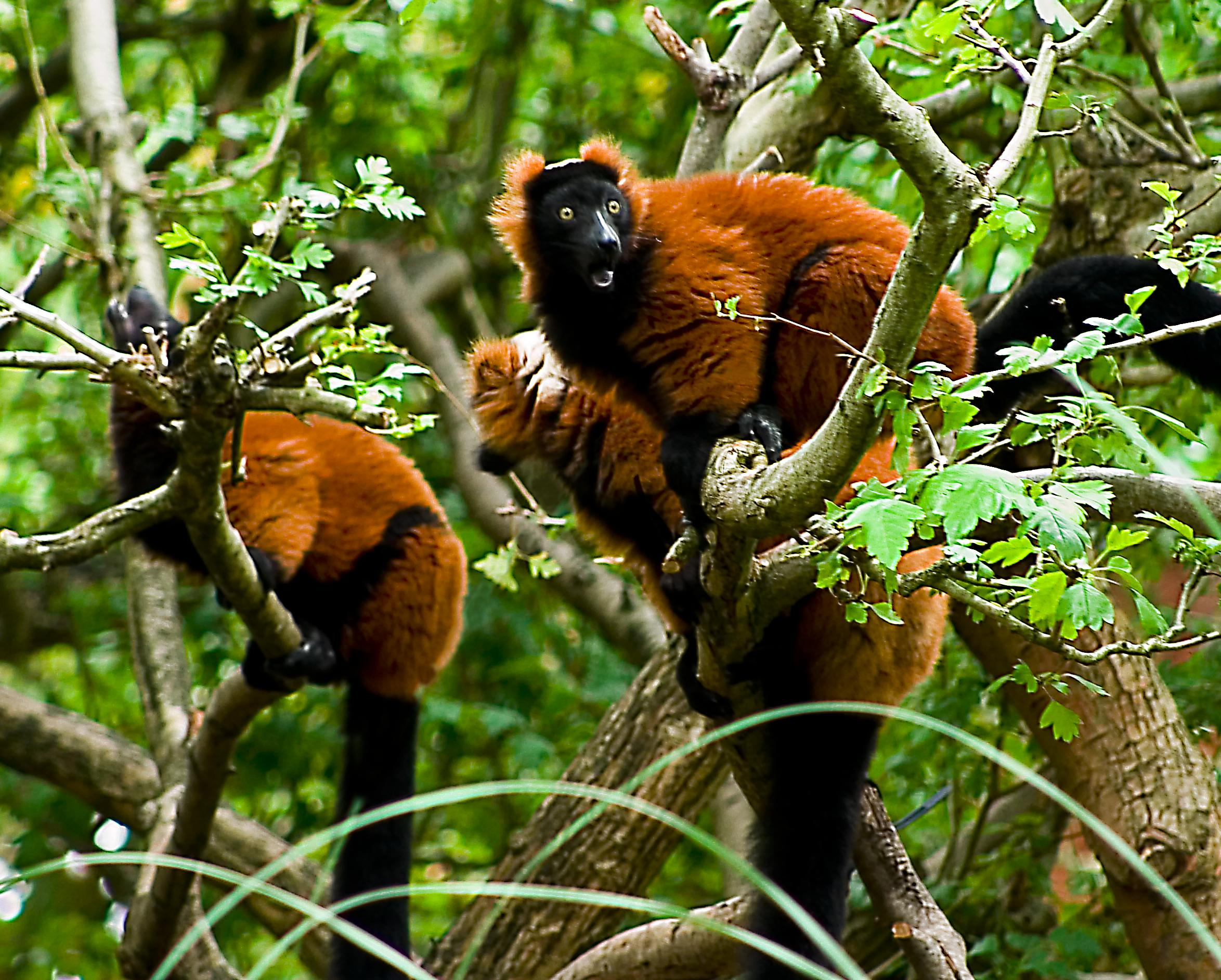
Wari rudy zamieszkuje korony drzew

Zwierzę zajmuje wąską niszę ekologiczną. Siedlisko wari rudego stanowią wilgotne tropikalne lasy nizinne, zarówno pierwotne, jak i wtórne, sięgające wysokości 2100 m nad poziomem morza. Zwierzę zamieszkuje zwłaszcza wysokie lasy, gdzie zasiedla piętro koron drzew. Preferuje najwyższe, najgrubsze drzewa o największych koronach. Wyznacznikiem liczebności populacji wari rudych jest wielkość korony drzew.
Wari rudy, podobnie jak wari czarno-biały, jest głównie owocożercą. Poza owocami odżywia się nektarem, kwiatami i liśćmi. Wedle jednych badań 61% pożywienia stanowią owoce, wedle innych 73,9% czasu poświęconego na jedzenie zwierzęta te jadły dojrzałe owoce, 20,9% liście, zaś 5,3% kwiaty od maja do listopada. Skład gatunkowy pożywienia gatunku jest ubogi. W 72,5% odnotowanych epizodów żerowania pokarm pochodził z 7 gatunków drzew. W sumie jedzonych gatunków jest 42, kiedy w okolicy zasiedlanej przez gatunek było ich dostępnych 106. W Andranobe w przeciągu całego roku wari rude konsumowały 132 gatunki roślin należących do 36 rodzin. Badacze zauważają także pewną zmienność diety z miesiąca na miesiąc, choć niezmiennie przewodzą w niej owoce i czego nie modyfikuje okresowa trudność w zdobyciu owoców. Centrum terenów zajmowanych przez wari rudego stanowią drzewa rodzące owoce. Pewne różnice w diecie dotyczą też płci, jako że samice przed porodem i w czasie karmienia młodych mlekiem przyjmują więcej pokarmu zawierającego mniej włókien, więcej białka, młodych liści i kwiatów.

## Zagrożenia i ochrona

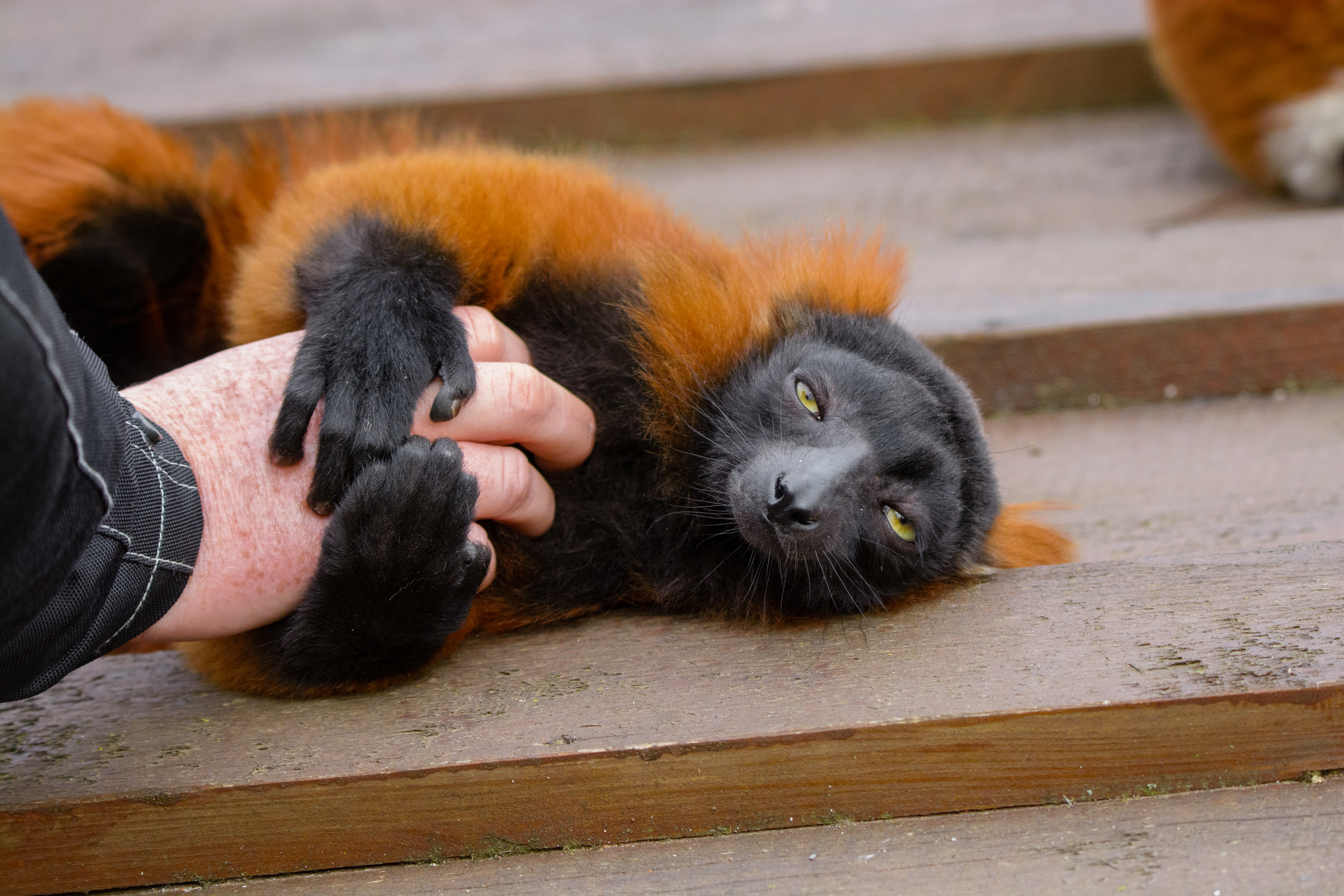
Wari rudy bywa hodowany przez człowieka

IUCN pierwszy raz wspomniało o wari rudym w 1990 roku, traktując go jeszcze jako podgatunek wari czarno-białego. Od razu przyznano mu status gatunku zagrożonego wyginięciem. W roku 1996 i 2000 klasyfikację zmieniono, opisując wari rudego jako podgatunek krytycznie zagrożony wyginięciem. W 2008 roku cofnięto to, wracając do statusu zagrożonego, ponadto uznano wari rudego za osobny gatunek. W 2014 roku powrócono do statusu gatunku krytycznie zagrożonego wyginięciem. Gatunek spełnia kryteria krytycznie zagrożonego wobec redukcji liczebności o ponad 80% w ciągu trzech pokoleń. Warunki środowiskowe są niestabilne, naczelne ciągle stanowią obiekt polowań, a siedlisko ich życia jest dewastowane wskutek rozwoju rolnictwa, nielegalnego wyrębu lasów. Niszczą je także cyklony. Polowań zabroniono, jednak w dalszym ciągu trwają, czemu sprzyja niedobór żywności, ze szczytem w zimie. Znakomita większość polowań odbywa się na biednych obszarach wiejskich, jednak w okolicach miast nasila się polowanie z udziałem broni palnej. Zdarza się również nielegalne trzymanie wari rudych jako zwierząt domowych. W 2009 roku było to 650 osobników.
Gatunek obejmuje Załącznik I CITES. Zamieszkuje obszary chronione, jak Park Narodowy Masoala, a także obszar Makira. Zwierzę jest hodowane w ogrodach zoologicznych Ameryki i Europy, niestety trzymane tam populacje cechuje niska zmienność genetyczna.